# 127P/Holt-Olmstead
127P/Holt-Olmstead, komet Jupiterove obitelji. 